# Горбань, Фёдор Григорьевич
Фёдор Григорьевич Горбань — советский хозяйственный, государственный и политический деятель.

## Биография
Родился в 1905 году в Макеевке. Член КПСС с 1926 года.
С 1918 года — на хозяйственной, общественной и политической работе. В 1918—1953 гг. — камеронщик на шахте № 24/25, слесарь на труболитейном заводе, главный энергетик трубного завода в Макеевке, оперуполномоченный УНКВД Сталинской области, начальник УНКВД Запорожской области, секретарь Львовского обкома КП(б)У по промышленности, комиссар войск связи штаба Юго-Западного фронта, военком штаба 57-й армии, заместитель начальник тыла 4-й Гвардейской армии по политчасти, начальник политотдела 202-й стрелковой дивизии, ответственный секретарь парткомиссии при политотдела 5-й Гвардейской армии, секретарь Львовского обкома КП(б)У по промышленности, 3-й секретарь Львовского обкома КП(б)У, секретарь Львовского обкома КП(б)У, начальник политотдела СМУ-1 Укрводстроя, начальник участка СМУ-4 Укрводстроя.
Делегат XVIII съезда ВКП(б).
Умер в 1968 году.